# Adocetus buprestoides
Adocetus buprestoides is een keversoort uit de familie Cebrionidae. De wetenschappelijke naam van de soort is voor het eerst geldig gepubliceerd in 1900 door Scudder.